# Obserwatorium Astronomiczne Solaris
Obserwatorium Słoneczne Solaris – obserwatorium astronomiczne, znajdujące się w opolskim centrum handlowym Solaris Center (plac Kopernika 16), umożliwia bez żadnych opłat, w godzinach otwarcia obiektu prowadzenie ciągłych obserwacji tarczy Słońca oraz chromosfery w linii wodoru H-alfa, Księżyca, a w niedalekiej przyszłości również planet. Obserwatorium dostarcza treści multimedialne dotyczące Słońca, aktywności słonecznej, układu planetarnego oraz wszechświata. W ten sposób obiekt pełni funkcję popularyzatorską i edukacyjną.
Obserwatorium wyposażono w sprzęt umożliwiający ciągłą automatyczną pracę i prezentację obrazu z teleskopu na specjalnym dotykowym pulpicie sterowniczym umieszczonym w powszechnie dostępnym Pokoju Obserwacyjnym. Standardowo wyświetlany jest aktualny obraz Słońca w linii wodoru umożliwiający obserwację granulacji, pochodni i plam słonecznych.
Autorem projektu obserwatorium jest krakowska „Firma Reklamowa Kuc” natomiast kopułę obserwacyjną wyprodukował Zakład Optyki Instrumentalnej „Uniwersał” z Żywca.
Obserwatorium jest nieczynne od stycznia 2014.

## Budowa i opis działania
Kopuła obserwatorium została zlokalizowana na najwyższym poziomie dachu Solaris Center. Mieści specjalnie zaprojektowany podwójny teleskop, przeznaczony do obserwacji Słońca w linii H-alfa oraz do obserwacji innych obiektów: Księżyca, planet itd. Obraz za pomocą kamer podpiętych do teleskopów jest przesyłany do znajdującego się piętro niżej „Pokoju Obserwacyjnego” i wyświetlany na specjalnym monitorze w formie owalnego stołu o rozmiarze ok. 180 × 110 cm. Teleskopy prowadzone są przez montaż paralaktyczny Celestron CG5 GT z 16 kanałowym odbiornikiem GPS, który zapewnia wysoką precyzję śledzenia oraz pozycjonowania obiektów. Obydwa teleskopy zostały zaopatrzone w kamery, za pomocą których obrazy z teleskopów przekazywane są na żywo na dwa aktywne ekrany zainstalowane w specjalnie zaprojektowanym Pokoju Obserwacyjnym, znajdującym się na 4 poziomie Solaris Center. Funkcję pulpitu sterowniczego pełni reagujący na dotyk ekran o przekątnej 46", z którego w pełni obsługiwane są: kopuła o średnicy 3,2 m i umieszczony w niej teleskop. Na obydwu ekranach można obserwować aktualne obrazy Słońca i innych obiektów, ale także niezależnie korzystać z innych funkcji jak np. przeglądanie zarchiwizowanych zdjęć tarczy Słońca i chromosfery z protuberancjami, które wykonywane są automatycznie kilkanaście razy w ciągu dnia lub zapoznawać się z dostępnymi prezentacjami multimedialnymi opowiadającymi o Słońcu, Układzie Słonecznym i wszechświecie.
Pod kopułą zainstalowano zaprojektowany specjalnie na potrzeby projektu zestaw optyczny składający się z dwóch refraktorów. Pierwszy z nich, krótkoogniskowy z filtrem Coronado H-alfa i kamerą, służy do przekazywania na żywo obrazów Słońca, naprzemiennie: protuberancji i granulacji powierzchni. Drugi wykorzystywany jest do obserwacji w pełnym zakresie światła widzialnego, dzięki czemu przy pomocy specjalnego filtru mylarowego możliwa jest obserwacja plam słonecznych w ciągu dnia, a także po dezaktywowaniu go prowadzenie obserwacji nocnych.
Obserwatorium jest całkowicie zautomatyzowanym zespołem urządzeń. System komputerowy czuwa nad pracą teleskopów, montażu, kamer oraz kopuły. Czujniki na bieżąco kontrolują warunki pogodowe i w razie wystąpienia opadów lub długotrwałego zachmurzenia system automatycznie zamyka kopułę oraz wprowadza pozostałe urządzenia w stan czuwania. Weryfikacja stanu pogody następuje także przed zaprogramowaną godziną rozruchu wstrzymując rozruch do czasu ich poprawy. Pozycja teleskopów kontrolowana jest przez komputer i cały czas w godzinach pracy podąża za Słońcem. W tym samym czasie, dzięki automatycznej synchronizacji, szczelina obserwacyjna kopuły podąża za teleskopami dzięki czemu są one cały czas oświetlone a Słońce widoczne jest na pulpicie w pokoju obserwacyjnym aż do zachodu. Po zachodzie Słońca obserwatorium przechodzi w tryb obserwacji nocnych, w którym można obserwować Księżyc, a w niedalekiej przyszłości planety.

## Edukacja
Prowadzenie działalności edukacyjnej i popularyzatorskiej (związanej m.in.: z ważnymi wydarzeniami astronomicznymi takim jak: zaćmienia Słońca, przejścia planet, wzrosty aktywności słonecznej itp.) stanowi istotny fragmentem pracy Obserwatorium. Cyklicznie w Obserwatorium Słonecznym prowadzone są popularnonaukowe prelekcje w ramach Akademii Młodego Astronoma. W ich trakcie młodzi pasjonaci kosmosu poznają tajemnice wszechświata i pogłębiają wiedzę na temat pozaziemskich zjawisk.
W 2009 roku patronat honorowy nad obserwatorium objął prezydent Miasta Opole – Ryszard Zembaczyński, natomiast patronat naukowy – rektor Uniwersytetu Opolskiego – Krystyna Czaja.
Patronat honorowy nad Akademią Młodego Astronoma objął Instytut Fizyki Uniwersytetu Opolskiego, zaś patronat mediowy „Gazeta Wyborcza”.